# Erkölcsi kockázat
Az erkölcsi kockázat (angolul: moral hazard) a közgazdaságtan területén azt jelenti, hogy az egyik fél kockázatos vállalkozásba kezd, és egy másik félre terheli a kockázatot részben vagy egészében, gyakran annak beleegyezése nélkül, sőt, akár annak tiltakozása ellenére. Másé a haszon, és másé a kár. A morális hazárd haszonélvezője más döntéseket hoz, mintha neki kellene viselnie a kárt részben vagy egészben.
Előfordulhat akkor is, ha a haszonélvező több információval bír, mint a kiszolgáltatott fél, hiszen saját szándékait jobban ismeri, mint a kiszolgáltatott fél, így az kevésbé tudja megjósolni, mit fog cselekedni a haszonélvező. Ekkor a haszonélvező az általa okozott kárt figyelembe nem véve a saját érdekeit fogja követni.

## Példák
Az erkölcsi kockázatra példa, ha egy olyan üzemet vagy bányát nyitnak egy falu mellett, ami legalább adott valószínűséggel elszennyezi a környezetet. Ha bekövetkezik a kár, a vállalatot az üzem elvesztése érinti, míg a falu teljesen tönkremegy. A vállalatnak azonban elég megegyeznie a politikusokkal, akik mivel nem laknak helyben, nem viselik a kockázatot, csak azt látják, hogy az új üzem az államnak is bevételt hoz, a falu elvesztése és a környezetkárosítás lehetősége nem érdekli őket, mert az nem számszerűsíthető érték. Így az üzem megépülhet a falusiak tiltakozása ellenére, mivel nekik nincs hatalmuk, így beleszólásuk sem.
Egy másik példa, ha a hitelező eladja a kockázatos hiteleit. Mivel ezeket a hiteleket megveszik, maga a kockázatos hitel válik árucikké, amit így a bank kockázat nélkül termelhet.

## Története
Dembe és Boden kutatásai szerint a kifejezés visszakövethető a 17. századig, és a 19. század végére széles körben elterjedt volt a biztosítók szóhasználatában. Korai használata csalást vagy tisztességtelen eljárást jelölt a biztosított részéről. Dembe és Boden rámutatnak, hogy a döntéshozás folyamatát a 18. században tanulmányozó prominens matematikusok a „moral” szót „szubjektív” értelemben használták, ami elhomályosíthatja a kifejezés valódi etikai jelentését. A közgazdaságtanban az 1960-as évektől kezdve újra használják a kifejezést, immár negatív mellékjelentés nélkül. Inkább arra használják, hogy leírják a nem megfelelően elemzett és kezelt károk miatt bekövetkező hatékonyságcsökkenést.
Rowell és Connelly részletesebben elemzi a kifejezés történetét, ami a szakirodalomban és az erkölcstanban is jelzi a közgazdaságtani gondolkodás megváltozását. Cikkükben összehasonlítják a biztosítási ágazat irodalmában található főként normatív leírást és a gazdaságtanban található pozitív értelmezéseket. A biztosítási szakirodalom gyakran azt is morális hazárdként írta le, amikor a kereskedők úgy állítják be az árat, hogy tudják, a vásárló kevésbé ismeri a termék minőségét, mint ők.
Az első kutatók Oliver Hart és Sanford J. Grossman voltak. Később a morális hazárd vizsgálatát kiterjesztették hosszabb időre és több eseményre, kockázatkerülő és kockázatsemleges biztosítottakkal.

## Modellek
Hart és Holmström (1987) szerint a morális hazárddal kapcsolatos esetek két típusra oszthatók, a rejtett cselekvés és a rejtett információ esetére. Az előbbi esetben a szerződés aláírása után a biztosított egy kívülről nem megfigyelhető akciót választ. A második esetben egy olyan információ birtokában dönt, amit a másik fél nem ismer. Készültek vegyes modellek is. A nem megfigyelhető változókhoz nincsenek adatok, így bonyolultabb tesztelni a szerződéselméleti morális hazárdot, de közvetett teszteket már végeztek.
A kár előtti viselkedése az ex ante, a kár utáni az ex post viselkedés.
Ha a biztosított kockázatkerülő, így az ösztönzők és a biztosítás eredménye kapcsolatban áll egymással. A másikban a biztosított kevésbé törődik a kockázattal, inkább a jövedelmezőséggel; ekkor az ösztönzők és a kifizetés áll kapcsolatban.

## Hitelezés
Paul Krugman  közgazdász szerint a morális hazárd egy olyan helyzet, amiben az egyik fél tudja szabályozni, hogy mekkora kockázatot vállal, és más viseli a költségeket, ha kell.  A közpénzből végzett bankmentés, a központi bankok és más intézmények beavatkozása miatt a bankok úgy érzik, hogy megengedhetik maguknak több kockázatos hitel termelését, mivel nem ők viselik a kockázatot. Potenciálisan a legkockázatosabb hitelek térülnek meg a legjobban. A kockázatot végül is az adófizetők, a betétesek és a bank más hitelezői viselik.
Többen amellett érvelnek, hogy a morális hazárdhoz hozzájárul a jelzálogkölcsönök eladása. Ezzel a bank megszabadul a kockázatos hiteltől, és egy másik pénzintézet veszi át. Más esetben nem az egész kockázatot adja tovább, hanem csak a kamatkockázatot. A vásárlónak alkalma van megfigyelni a termelő működését és a hitelek minőségét. Több ügynökség foglalkozik kockázatos kölcsönök, köztük jelzálogkölcsönök felvásárlásával. Ezek működése hasonló a fedezett kötvényekhez.
Egy további típusban ugyan átveszi a vásárló a teljes kockázatot, de az alapértelmezett kockázatot továbbadja befektetőknek. Emiatt már kevésbé áll érdekében figyelni a kibocsátókat és a kölcsönök minőségét. Ez az eljárás jellemző a befektetési és a kereskedelmi bankokra és a nem banki ügynökségekre. A 2007-2010-es pénzügyi válság előtti években így megnőtt a rossz minőségű, kockázatos hitelek száma. Ugyan valamelyest a többi fajta jelzálog-kereskedelemben is csökkent a színvonal, de még mindig biztonságosabb maradt.
Mark Zandi, a Moody's munkatársa szerint az erkölcsi kockázat volt  a pénzügyi válság végső oka. Annyira szétterítették a jelzálogkölcsönök kockázatát, hogy egy intézetnek sem kellett amiatt aggódni, hogy valamelyik hitel kockázatos. A kockázatos hiteleket készletekben kombinálták, ezzel felhígultak a problémák és a felelősségérzet is. Továbbá, a többi pénzintézetet nem figyelte úgy a központi kormányzat,  mint a bankokat. Csak a részvényesek és a többi hitelezőjük érdekét vették figyelembe. Emiatt teljesen szabályozatlanul terjeszkedhettek, olyan agresszívan, amennyire csak lehetett, akár a hagyományos hitelezési színvonal csökkentését is eredményezve.
A brókerek, akik nem a saját pénzüket adták kölcsön, a hitelezőknek adták tovább a kockázatot. A hitelezők a szerződéseket azok aláírása után nyomban továbbadták befektetőiknek. A befektetési bankok megvásárolták a jelzáloghiteleket, és a velük foglalkozó intézeteket feldarabolták, kockázatosabb és kevésbé kockázatos részekre. A befektetők megvásárolták ezeket, és továbbadták a kockázatokat. Tisztán kapitalista helyzetben az utolsóé lenne a kockázat, azonban a válságban a központi bankok, az állam és az adófizetők fizették ki a bankok veszteségeit, mert meg kellett menteni a bankokat. Sok országban voltak megszorítások, hogy az állam pótolja a bankmentés miatt keletkezett hiányt, és a bankok ingyen pénzt kaptak.
Vannak, akik azt hiszik, hogy a bankmentés nem bátorítja a kockázatos kölcsönzést, mivel nincs garancia arra, hogy lesz bankmentés. A spekulatív, kockázatkereső viselkedést megelőzheti a pénzintézetek leértékelése. Erre fel kellett volna figyelnie a Lehman Brothersnek, a Citibanknek, a Countrywide Financial Corporationnek és más intézeteknek, amelyek nem vettek részt ebben a kereskedelemben, így nem voltak benne érdekeltek.

## Biztosítás
A biztosítók már régen is tartottak attól, hogy ügyfeleik a biztosítás hatására az előzőleg számítottnál kockázatosabban viselkednek, emiatt megnőnek a kifizetéseik. A biztosítók észlelték először a morális hazárdot. A kockázatosabb viselkedésre példa az ágyban dohányzás vagy a biztosítási öv be nem kötése.
Ugyan a biztosítók korlátozhatják a biztosítást azokra az esetekre, amelyek nem az ügyfél kockázatosabb viselkedéséből adódnak, de nem tarthatják állandó megfigyelés alatt. A biztosítás korlátozása azonban már maga is csökkenti a kockázatosabb viselkedés, azaz a morális hazárd veszélyét. A közgazdászok megkülönböztetik az aszimmetrikus információ esetét a morális hazárdtól.
Az egészségbiztosítás területén az ügyfelek költségesebb, hosszabb és eszközigényesebb kezeléseket vesznek igénybe, mint egyébként. John Nyman szerint ez nem feltétlenül probléma, hiszen ettől a biztosított egészségi állapota jobb lehet, ami miatt a későbbiekben kevesebbszer lesz szüksége kezelésre, és többet tudnak termelni. Nyman szerint ekkor a morális hazárd hatékony, ami megkülönböztethető a nem hatékony, esetenként káros morális hazárdtól.
A viselkedés többféleképpen is változhat. Az egyik maga a kockázatosabb viselkedés, ami miatt több a negatív következmény, mint eredetileg. Például az autóhoz tartozó felelősségbiztosítás arra késztetheti a tulajdonost, hogy többet, illetve figyelmetlenebbül vezessen, ezzel növeli a baleset veszélyét. Tűzbiztosítás megkötése után az ügyfél kevésbé vigyáz arra, hogy ne legyen tűz, például ágyban dohányzik vagy elfelejt elemet cserélni a tűzjelzőben. Árvíz elleni biztosítás esetén elhanyagolja a megelőzést és a védekezést.
A másik következmény a kár bekövetkezte után tapasztalható. Ekkor a biztosított többet követel a biztosítótól. Erre példa az egészségbiztosítás, amikor a beteg több vagy drágább kezelést vesz igénybe. Ha viszont nincs egészségbiztosítás, akkor nem jár vissza kezelésekre, és kompromisszumot köt a gyengébb egészséggel, mivel a kezelés túl drága.
Néha a morális hazárd olyan súlyos, hogy a biztosító visszautasítja a teljes kockázat viselését. Így a kockázat megoszlik a biztosító és a biztosított között, ami gyengíti a morális hazárdot.
Biztosítók és kutatók vizsgálták a morális hazárdot, így Kenneth Arrow, Tom Baker és  John Nyman.

## Menedzsment
A morális hazárd egy vállalaton belül is jelen van. A cég figyelheti meg dolgozói minden lépését, ezért nem biztos, hogy a dolgozók mindig úgy teljesítenek, ahogy az elvárható lenne. Ez a principiál-ágens probléma. Hasonló a helyzet a cég vezetés és a tulajdonosok között, mivel a tulajdonosok nem tudják megfigyelni a cég vezetőinek összes döntését. Emiatt születnek olyan döntések, amelyekkel inkább maguknak, mint a tulajdonosoknak kedveznek.
Előfordul, ha a vezetést nem lehet felelősségre vonni döntéseiért egy szervezetben. Ez különbözőféleképpen fordulhat elő:
- A vezető nem mozdítható el
- Valaki más védelmezi felsőbb szinten, például nepotizmus esetén
- Egy projekt sikerességétől független a projektvezető pozíciója
- A projekt nem fontos az egész szervezetnek, csak helyi szinten
- A vezető átháríthatja a felelősséget egy beosztottjára
- Nincs világosan definiálva, hogy ki a felelős a projektért. Ez bármilyen területen előfordulhat, de a szoftverfejlesztésben antimintaként jellemzik.
- A felső vezetés számára nem a sikeres döntések, hanem a rövid távon minél nagyobb fizetés a cél. Még ha bukik is a projekt, akkor ők már közben felvették a bónuszt.
- A munkát és a kockázatot más leányvállalat vagy alvállalkozó viseli. Extrém esetben előfordulhat a bizalommal való visszaélés, akár bűncselekmények által is.[31]